# The Lord of Steel
 (mai 2017).
Si vous disposez d'ouvrages ou d'articles de référence ou si vous connaissez des sites web de qualité traitant du thème abordé ici, merci de compléter l'article en donnant les références utiles à sa vérifiabilité et en les liant à la section « Notes et références ».
Albums de Manowar
Battle Hymns MMXI
(2010)
The Lord of Steel est le onzième album studio du groupe de heavy metal américain Manowar, sorti en 2012.

## Liste des titres
Tous les titres ont été écrits et composés par Joey DeMaio, sauf indication.
1. The Lord of Steel – 4:07
2. Manowarriors – 4:46
3. Born in a Grave – 5:47 - (Joey DeMaio, Karl Logan)
4. Righteous Glory – 6:10 - (Joey DeMario, Karl Logan)
5. Touch the Sky – 3:49
6. Black List – 6:58
7. Expendable – 3:10
8. El Gringo – 4:57
9. Annihilation – 4:00
10. Hail Kill and Die – 3:56

## Composition du groupe
- Eric Adams - chants
- Joey DeMaio - basse, claviers
- Karl Logan - guitare, claviers
- Donny Hamzik - batterie